# Броднишки окръг
Броднишки окръг (на полски: Powiat brodnicki) е окръг в Северна Полша, Куявско-Поморско войводство. Заема площ от 1039,97 км2. Административен център е град Бродница.

## География
Окръгът обхваща територии от историческите области Добжинска земя и Хелминска земя. Разположен е в североизточната част на войводството.

## Население
Населението на окръга възлиза на 77 751 души (2012 г.). Гъстотата е 75 души/км2.

## Административно деление
Административно окръгът е разделен на 10 общини.
Градска община:
- Бродница

Градско-селски общини:
- Община Гожно
- Община Яблоново Поморско

Селски общини:
- Община Бартничка
- Община Бжоже
- Община Боброво
- Община Бродница
- Община Збично
- Община Ошек
- Община Шведжебня

## Фотогалерия
- Бродница
- Гожно
- Яблоново Поморско